# Jorge Meré
Jorge Meré Pérez (* 17. April 1997 in Oviedo) ist ein spanischer Fußballspieler. Der Innenverteidiger steht beim mexikanischen Verein Club América unter Vertrag.

## Karriere

### Verein
Jorge Meré stammt aus der Jugend von Real Oviedo. 2010 wechselte er zu Sporting Gijón, dessen sämtliche Jugendmannschaften er durchlief. Zur Saison 2013/14 stand Meré im Kader der B-Mannschaft, die in der Segunda División B spielte. Hier absolvierte er von 2013 bis 2015 47 Einsätze und erzielte drei Tore. Sein Liga-Debüt für die erste Mannschaft von Sporting Gijón gab er am 11. April 2015 im Spiel gegen Real Zaragoza in der Segunda División. Insgesamt stand er bei fünf Spielen für den Verein in der Segunda División und bei 56 Spielen in der Primera División auf dem Platz.
Im Juli 2017 schloss er sich dem 1. FC Köln an. Sein Vertrag läuft bis 2022. Dort debütierte er in der Bundesliga bei der 0:3-Auswärtsniederlage gegen den FC Augsburg am 9. September 2017 (3. Spieltag). Sein erstes Ligator für Köln erzielte er am 2. Februar 2018 (21. Spieltag) bei der 2:3-Heimniederlage gegen Borussia Dortmund.
Im Januar 2022 wechselte Meré zu mexikanischen Erstligisten Club América. Hier kam er im Rest der Saison 2021/22 zu 10 von 20 möglichen Ligaspielen.
Anfang August 2022 wurde er für die Saison 2022/23 zum Ligakonkurrenten Mazatlán FC ausgeliehen. Bis zum Ende der Apertura bestritt er 6 von 11 möglichen Ligaspielen für Mazatlán. Ende Oktober 2022 wurde die vorzeitige Beendigung der Ausleihe zum Jahresende vereinbart.
Ende Januar 2023 wurde er für den Rest der Saison an den spanischen Erstligisten FC Cádiz ausgeliehen. Er wurde dort in 10 von 19 möglichen Ligaspielen eingesetzt. Nachdem Meré nach Saisonende bereits zum Club América nach Mexiko zurückgekehrt war, erfolgte Ende Juli 2023 eine weitere Ausleihe für die Saison 2023/24 nach  Cádiz. In dieser Saison wurde er bei 10 von 38 möglichen Ligaspielen und zwei Pokalspielen eingesetzt. Ab Ende April 2024 fiel er wegen eines Kreuzbandrisses aus.
In der Saison 2024/25 gehört er wieder zum Kader des Club América, konnte aber bis Anfang Januar 2025 wegen dieser Verletzung nicht eingesetzt werden.

### Nationalmannschaft
Meré spielte ab der U-17 für verschiedene spanische Juniorenauswahlmannschaften.
Bei der U 17-Nationalmannschaft wurde er in der Qualifikation zur U 17-Europameisterschaft 2014 eingesetzt, scheiterte dort aber in der Elite-Runde.
Mit der U 19-Nationalmannschaft konnte er sich für die Endrunde der U 19-Europameisterschaft 2015 qualifizieren. Dort bestritt er alle fünf Spiele des Turniers und wurde U 19-Europameister.
Von 2015 bis 2019 stand er im Kader der U-21-Nationalmannschaft. Mit dieser erreichte er 2017 bei der U 21-Europameisterschaft in Polen das Finale, das man gegen Deutschland verlor. 2019 wurde er beim nächsten Turnier in Italien und San Marino Europameister, saß aber ab dem Halbfinale auf der Bank.
Im Mai 2016 gehörte er zum Kader der spanischen Nationalmannschaft bei einem Freundschaftsspiel gegen Bosnien-Herzegowina, wurde dort aber nicht eingesetzt. Zu weiteren Berufungen in die A-Nationalmannschaft kam es bis Ende 2024 nicht.

## Erfolge
- U19-Europameister: 2015
- U21-Europameister: 2019
- Deutscher Zweitligameister: 2018/19 (1. FC Köln)
- Aufstieg in die 1. Liga: 2014/15 (Sporting Gijón), 2018/19 (1. FC Köln)